# Técnico (gênero textual)
O texto técnico, também conhecido como texto técnico-cientifico, é um gênero textual no qual geralmente escritos por especialistas, assumindo termos específicos e linguagem formal.
A Associação Brasileira de Normas Técnicas (ABNT) conceitua o artigo científico como "parte de uma publicação com autoria declarada, que apresenta e discute ideias, métodos, técnicas, processos e resultados nas diversas áreas do conhecimento". Na coleção “Normas para a apresentação de documentos científicos”, a Universidade Federal do Paraná (UFPR) considera o artigo técnico-cientifico como um "trabalho escrito por um ou mais autores, com a finalidade de divulgar a síntese analítica de estudos e resultados de pesquisas. Formando a seção principal em periódicos especializados, artigos, ensaios e outras colaborações, estes devem seguir as normas editoriais do periódico a que se destinam".
A partir do tratamento dispensado à temática, os artigos técnico-científicos podem ser classificados em dois tipos: a) originais, quando apresentam abordagens ou assuntos inéditos; b) de revisão, quando abordam, analisam ou resumem informações já publicadas.
A compreensão desse tipo de texto dificilmente se dá de forma automática, já que é necessário assimilar os conceitos e termos da linguagem de especialidade em questão. Em outras palavras, são necessárias chaves de acesso que permitam a compreensão do texto.

## Linguagem utilizada[4]
Para evitar possíveis “confusões” presentes na comunicação, o texto técnico-científico utiliza-se da linguagem de especialidade, que visa uma comunicação rápida e precisa entre os profissionais, estudantes e pesquisadores de uma determinada área, para que haja maior desempenho na execução de suas funções. É a linguagem utilizada numa dada área que engloba tanto a terminologia como as formas de expressão específicas da área em questão, não se limitando apenas a terminologia, mas incluindo termos funcionais, propriedades sintáticas e gramáticas e aderindo a convenções próprias (como evitar a voz passiva, por exemplo).
Durante uma cirurgia, por exemplo, a equipe médica precisa se entender rapidamente para que a atividade seja bem-sucedida. Logo, os cirurgiões devem dominar uma linguagem de especialidade com significados bem delimitados, precisos e que sejam compreendidos por todos os participantes.
São características da linguagem de especialidade:
- Termos e significados restritos, instrumentos essenciais para a construção da coerência dos textos técnico-científicos;
- Construção de signos monossêmicos;
- Resultada de consensos conceituais existentes dentro do campo científico ou tecnológico, que podem sofrer alterações mediante novas descobertas na área;
- Tem como propósito a educação especializada e a comunicação entre especialistas da mesma área;

## Características
São características do texto técnico-cientifico, segundo Jacinto Martín:
- Universalidade: no momento em que o pesquisador torna publica a sua investigação ele pretende que esse resultado alcance maior difusão e seja útil para todas as pessoas;
- Objetividade: o modo como o texto é escrito evita subjetividades, eliminando a opinião do autor;
- A significação de vocábulos científicos é denotativa;
- O objetivo da ciência é demonstrar o conhecimento dos fenômenos, portanto é necessário apresentar provas suficientes para corroborar a veracidade das pesquisas e dos resultados apresentados.
- A função de linguagem predominante nesse tipo de texto é a referencial, pelo seu caráter explicativo e denotativo, com intercâmbio de conhecimento e definições. Além disso, a explicação continua e a produção abundante de termos se apoiam na função metalinguística;
- A formalização cientifica da linguagem, gerando terminologias e conjunto de termos com significados designativos;
- Coerência: uma vez empregado um termo no início do texto, esse deve se manter até o fim do discurso, para que a precisão e a clareza sejam alcançadas;
- Rigor, precisão e coerência devem ser ligados de forma elegante no momento da escrita.

## Tipos
| Tipos de texto técnico-científicos | Características |
| Expositivos                        | Textos minuciosos que tratam de explicar uma experiência. Estrutura formada por hipótese, detalhamento da experiência e conclusões que afirmam a posição inicial. |
| Descritivos                        | Mais técnicos do que científicos, tratam da utilização de um instrumento ou de operações prefixadas. |
| Argumentativos                     | Discussão de uma teoria ou uma tese sobre uma experiência ou fenômeno. Estrutura geralmente formada pelo estado atual do problema, pela demonstração da tese e de seus argumentos contrastando com ideias opostas; a conclusão vai de acordo com a hipotese inicial. |